# Vettius Agorius Praetextatus
Vettius Agorius Praetextatus (ca. 320 - 384) was een laat-antieke Romeinse senator. Samen met Quintus Aurelius Symmachus en Virius Nicomachus Flavianus was hij in de late 4e eeuw een van de belangrijkste persoonlijkheden van de heidense, stedelijke Romeinse aristocratie.

## Leven

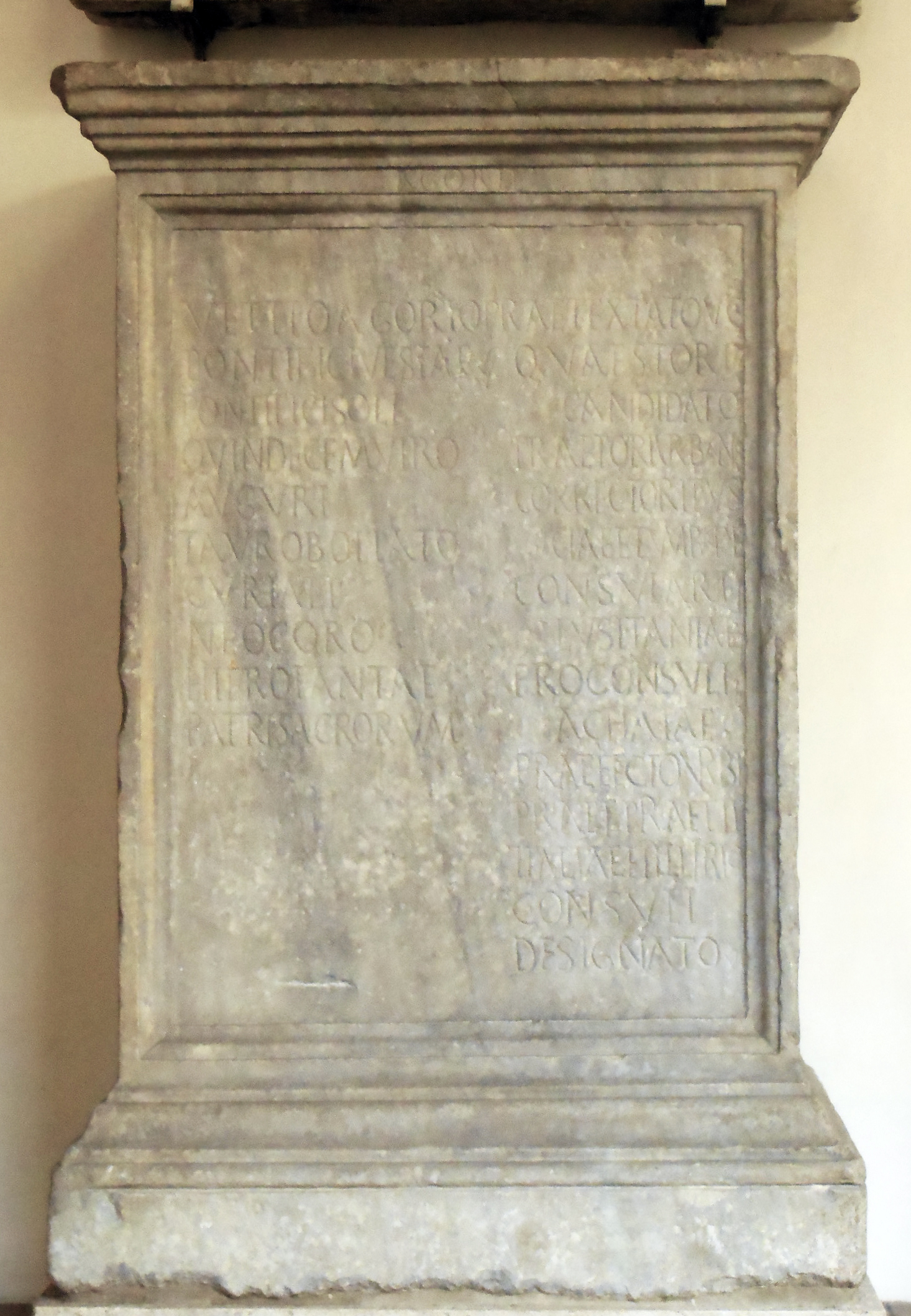
Standbeeldsokkel met dedicatie-inscriptie waarop de religieuze en politieke cursus honorum van Vettius Agorius Praetextatus wordt vermeld (CIL VI 1778).

Praetextatus' geboortejaar is onbekend, maar de bronnen tonen aan dat hij ouder was dan Quintus Aurelius Symmachus en Virius Nicomachus Flavianus. De bronnen vertellen ons ook dat hij in 384, het jaar van zijn dood, veertig jaar getrouwd met zijn vrouw Aconia Fabia Paulina; Als Paulina zijn eerste vrouw is geweest en hij, zoals gebruikelijk in kringen van de senatoriale aristocratie, getrouwd wat toen hij tussen de twintig en vijfentwintig jaar oud, zou hij tussen 319 en 324 geboren kunnen zijn. Volgens Joannes Lydus namen "Praetextatus de hiërofant" en de neoplatonische filosoof Sopater van Apamea echter deel aan de polismós ceremonie tijdens de stichting van Constantinopel, rond het jaar 330. Aangezien aristocraten al op zeer jeugdige leeftijd priesterlijke rollen op zich namen, is het mogelijk dat deze Praetextatus de hier besproken Vettius Agorius is geweest, die eigenlijk Pontifex Vestae was; in dat geval zou hij tussen 310 en 324 zijn geboren.
Ten aanzien van Praetextatus' familie houden de bronnen zich stil en kunnen alleen hypothesen worden opgesteld. Gaius Vettius Cossinus Rufinus (praefectus urbi van Rome in de periode 315-316) zou zijn vader geweest zijn, zowel vanwege hun gelijkenis in naam alsook door het feit dat zij een vrijwel identieke loopbaan volgden (corrector Tusciae et Umbriae, proconsul Achaiae, pontifex Solis en augur). In de senatoriale aristocratie, bekleedden de zonen vaak dezelfde politieke, bestuurlijke- en religieuze ambten als hun vaders. Gezien het relatief grote aantal jaren dat verliep tussen hun ambtsperioden (Praetextatus was in 367 praefectus urbi), heeft men echter voorgesteld dat Cossinus Rufinus de vader was van Vettius Rufinus (consul in 323), die Praetextatus' vader zou zijn geweest.
Toch weten we dat Praetextatus' familie oud en edel was. Hij maakte daarom deel uit van een uitgebreid netwerk van relaties met andere leden van de senatoriale aristocratie, een netwerk dat ook werd gebruikt om wederzijds voordelen te behalen. Onder zijn kennissen waren  Quintus Aurelius Symmachus, diens vader Lucius Aurelius Avianius Symmachus, Virius Nicomachus Flavianus en waarschijnlijk ook de senatoren Volusius Venustus en Minervius. Een voorbeeld van dit netwerk van relaties is het huwelijk tussen Praetextatus en zijn vrouw Aconia Fabia Paulina, dat rond 344 werd gesloten (zij waren in 384 veertig jaar getrouwd); Paulina was een dochter van Fabius Aconius Catullinus Philomathius, Praefectus urbi in 342-344 en consul in 349.
Zij hadden minstens één zoon, die werd herdacht in een lijkrede en in wiens naam kort na Praetextatus' dood een inscriptie ter ere van zijn vader werd geplaatst, die in zijn huis aan het Aventijn werd teruggevonden. Hoewel de meeste historici deze inscriptie aan een zoon van Praetextatus toeschrijven, zou het ook een dochter kunnen geweest zijn, mogelijk de Praetextata, met wie de heilige Hiëronymus van Stridon een correspondentie onderhield. Tot slot was Vettius Agorius Basilius Mavortius, consul in 527, en met een interesse in literatuur van Praetextatus, mogelijk een achterkleinzoon.

## Voetnoten
1. 1 2  CIL VI 1779.
2. 1 2  M. Kahlos (2002), hoofdstuk 1.2.
3. ↑  CIL X 5061.
4. ↑  Prosopography of the Later Roman Empire (PLRE) I, "Vettius Rufinus 24", blz. 781-782.
5. ↑  PLRE I, Catullinus 3, blz. 187-188.
6. ↑  CIL VI 1777.
7. ↑  Hiëronymus, brief CVII 5.